# Aleš Matoušek
Aleš Matoušek (* 29. dubna 1980) je bývalý český fotbalista, útočník. 

## Fotbalová kariéra
V české lize hrál za SK České Budějovice. Nastoupil v 59 ligových utkáních a dal 2 góly. V nižších soutěžích hrál mj. za TJ Jiskra Třeboň a TJ Tatran Prachatice.

## Ligová bilance
| Ročník                            | Zápasy | Góly | Klub                       |
| --------------------------------- | ------ | ---- | -------------------------- |
| Gambrinus liga 1999/2000          | 2      | 0    | SK České Budějovice        |
| Česká fotbalová liga 2000/2001    | -      | -    | TJ Jiskra Třeboň           |
| Česká fotbalová liga 2001/2002    | 29     | 5    | SK České Budějovice        |
| Gambrinus liga 2002/2003          | 17     | 1    | SK České Budějovice        |
| Gambrinus liga 2003/2004          | 28     | 1    | SK České Budějovice        |
| Gambrinus liga 2004/2005          | 12     | 0    | SK Dynamo České Budějovice |
| 2. česká fotbalová liga 2004/2005 | 9      | 0    | TJ Tatran Prachatice       |
| 2. česká fotbalová liga 2005/2006 | 4      | 0    | SK Dynamo České Budějovice |
| CELKEM 1. česká liga              | 59     | 2    |                            |